# Елизавета Терезия Лотарингская
Елизавета Терезия Лотарингская (фр. Élisabeth-Thérèse de Lorraine; 15 октября 1711[…], Люневиль — 3 июля 1741[…], Турин, Сардинское королевство) — лотарингская принцесса, в замужестве королева Сардинии.

## Биография
Елизавета Терезия была одиннадцатой из 13 детей, родившихся у герцога Лотарингии Леопольда I Иосифа и его супруги, французской принцессы Елизаветы Шарлотты. К моменту её рождения от различных болезней скончались восемь из 10 её братьев и сестёр, девочка росла вместе с тремя братьями и младшей сестрой. Один из её старших братьев стал в дальнейшем императором Священной Римской империи Францем I Стефаном, избранный через 4 года после смерти Елизаветы Терезии. Елизавета Терезия являлась золовкой супруги Франца I, также будущей императрицы Марии Терезии.
В 1737 году Елизавета Терезия вступает в брак с королём Пьемонта и Сардинии Карлом Эммануилом III. Её супруг уже был дважды вдовцом и отцом четверых детей. В этом браке Елизавета Терезия родила троих детей:
- Карл Франциск[англ.] (* 1 декабря 1738; † 25 марта 1745), герцог Аоста
- Мария Виктория Маргарита[англ.] (* 22 июня 1740; † 14 июля 1742), принцесса Савойская
- Бенедикт (* 21 июня 1741; † 4 января 1808), герцог Шабле

Королева Елизавета Терезия скончалась в возрасте 29 лет, вскоре после рождения своего младшего сына. Похоронена первоначально в кафедральном соборе Турина Сан-Джованни-Батиста; в 1786 году её прах был перенесён в базилику Суперга.